# حمله عصبی
حملهٔ عصبی (انگلیسی: Panic attack) زمانی رخ می‌دهد که فرد به‌طور ناگهانی دچار ترس یا اضطراب شدید و طاقت‌فرسا می‌شود، بدون اینکه خطر واقعی در اطرافش وجود داشته باشد. این حالت معمولاً به‌طور ناگهانی شروع می‌شود و ظرف چند دقیقه به اوج می‌رسد. در طول حمله، فرد ممکن است احساس کند در حال مردن است، دچار حملهٔ قلبی شده یا در حال دیوانه شدن است.
نشانه‌های فیزیکی شامل تپش قلب، تعریق، لرزش، تنگی نفس، احساس خفگی، درد در سینه، سرگیجه یا تهوع هستند. در برخی موارد، افراد احساس جدا شدن از بدن یا واقعیت را تجربه می‌کنند. بیشتر این حملات ظرف ۲۰ تا ۳۰ دقیقه تمام می‌شوند.
حملات عصبی می‌توانند ناشی از وحشت‌زدگی و بخشی از اختلال اضطراب باشند، اما گاهی هم در کسانی دیده می‌شود که بیماری روانی مشخصی ندارند. این حملات ممکن است با رویدادهای استرس‌زا، مصرف کافئین یا مواد مخدر، یا در برخی بیماری‌ها مانند پرکاری تیروئید تحریک شوند.
برای درمان، معمولاً از روان‌درمانی (مثل رفتاردرمانی شناختی) و داروهایی مانند داروهای ضدافسردگی یا ضداضطراب استفاده می‌شود. تمرین‌های تنفسی، آگاهی از وضعیت و یادگیری مهارت‌های مدیریت استرس نیز کمک‌کننده‌اند.
راهنمای تشخیصی و آماری اختلال‌های روانی، نسخهٔ پنجم (دی‌اس‌ام-۵) حملهٔ عصبی را چنین تعریف می‌کند: «افزایشی ناگهانی از ترس شدید یا ناراحتی شدید که ظرف چند دقیقه به اوج می‌رسد و در این مدت، چهار مورد یا بیشتر از نشانه‌های زیر بروز می‌کند.» این نشانه‌ها شامل مواردی است که پیش‌تر نیز به آن‌ها اشاره شده است، اما محدود به آن‌ها نیست.
حملات عصبی به‌عنوان نشانگری برای ارزیابی شدت، روند و هم‌ابتلایی (یعنی وجود هم‌زمان دو یا چند تشخیص روان‌پزشکی) در اختلال‌های گوناگون از جمله اختلال‌های اضطرابی عمل می‌کنند. بنابراین، حملهٔ عصبی می‌تواند در همهٔ اختلال‌هایی که در دی‌اس‌ام فهرست شده‌اند، دیده شود.
حملات عصبی ممکن است منبع مشخصی داشته باشند یا کاملاً بدون هشدار قبلی و بدون موقعیتی خاص و قابل‌تشخیص رخ دهند.
برخی عوامل شناخته‌شده که خطر ابتلا به حملهٔ عصبی را افزایش می‌دهند، شامل مشکلات جسمی و اختلال روانی هستند؛ از جمله اختلال ترس، اختلال اضطراب اجتماعی، اختلال اضطراب پس از سانحه، اختلال سوءمصرف مواد، اختلال افسردگی عمده، همچنین مواد محرک مانند نیکوتین، کافئین و فشار روانی.
پیش از تشخیص، پزشکان تلاش می‌کنند دیگر بیماری‌هایی را که می‌توانند نشانه‌هایی مشابه ایجاد کنند، رد کنند. از جمله این موارد پرکاری تیروئید، پرکاری پاراتیروئید، بیماری قلبی-عروقی، بیماری تنفسی و دیس‌اتونومی (بیماری سامانه‌ای که فرایندهای غیرارادی بدن را تنظیم می‌کند) هستند.
درمان حملهٔ عصبی باید با توجه به علت زمینه‌ای صورت گیرد. در کسانی که به‌طور مکرر دچار این حملات می‌شوند، روان‌درمانی یا داروی تجویزی ممکن است برای پیشگیری یا توقف حمله در حین وقوع استفاده شود. تمرین‌های تنفسی و تکنیک‌های آرام‌سازی عضلانی نیز می‌توانند مفید باشند.
حملات عصبی برای فرد مبتلا و کسانی که شاهد آن هستند، غالباً ترسناک به نظر می‌رسند و در بسیاری موارد، افراد تصور می‌کنند دچار سکته قلبی شده‌اند، زیرا نشانه‌های آن بسیار مشابه است. با این حال، این حملات آسیبی واقعی و فیزیکی به بدن وارد نمی‌کنند.
مطالعات پیشین نشان داده‌اند که افراد مبتلا به اختلال‌های اضطرابی (از جمله اختلال حملهٔ عصبی) در معرض خطر بالاتر خودکشی قرار دارند.
در اروپا، حدود ۳٪ از جمعیت در هر سال دچار حملهٔ عصبی می‌شوند، در حالی که در ایالات متحده، این میزان حدود ۱۱٪ است. حمله‌های عصبی در زنان شایع‌تر از مردان است و اغلب در دوران بلوغ یا اوایل بزرگسالی آغاز می‌شود. کودکان و سالمندان کمتر درگیر این وضعیت می‌شوند.

## نشانه‌ها و علائم
زمانی که فرد دچار حمله عصبی می‌شود، این وضعیت معمولاً به‌طور ناگهانی و غیرمنتظره آغاز می‌شود و طیفی گسترده از نشانه‌ها را در بر می‌گیرد که معمولاً چند دقیقه ادامه دارند. معمولاً علائم حمله عصبی در نخستین دقیقه به بیشترین شدت خود می‌رسند و سپس طی چند دقیقه کاهش می‌یابند. در این مدت، افراد اغلب دچار ترسی شدید می‌شوند که گویی قرار است فاجعه‌ای رخ دهد، با وجود آن‌که خطری فوری وجود ندارد.
فراوانی این حملات در افراد مختلف متفاوت است؛ برخی ممکن است هر هفته یک بار دچار حمله عصبی شوند، در حالی که برای دیگران ممکن است فقط یک بار در سال رخ دهد. ویژگی‌هایی که حمله عصبی را تعریف می‌کنند، مجموعه‌ای از نشانه‌ها هستند که همراه با آن بروز می‌کنند، و نیز این واقعیت که این حمله معمولاً بدون هیچ عامل محرک مشخصی روی می‌دهد.
حمله‌های عصبی با نشانه‌های گوناگونی همراه هستند، و فرد باید دست‌کم چهار مورد از موارد زیر را تجربه کند: افزایش ضربان قلب، درد قفسه سینه، تپش قلب (احساس کوبش شدید قلب)، دشواری در تنفس، احساس خفگی، تهوع، درد شکم، گیجی، سبکی سر (احساس نزدیک بودن غش کردن)، بی‌حسی یا سوزن‌سوزن شدن (پارستزی)، دگرسان‌بینی محیط (احساس جدایی از واقعیت اطراف)، دگرسان‌بینی خود (احساس جدایی از بدن یا افکار)، ترس از دست دادن کنترل، و ترس از مرگ.
افرادی که مستعد حمله‌های عصبی هستند، این نشانه‌های جسمی را با هراس تفسیر می‌کنند. این امر باعث افزایش اضطراب می‌شود و نوعی بازخورد مثبت ایجاد می‌کند؛ به این معنا که هرچه فرد نشانه‌های بیشتری تجربه کند، اضطراب او بیشتر می‌شود و همین موضوع باعث بدتر شدن حمله بعدی می‌شود. حمله‌های عصبی از دیگر شکل‌های اضطراب با شدت بالا و ماهیت ناگهانی و دوره‌ای‌شان متمایز می‌شوند.

### درد قفسه سینه
افراد ممکن است در هنگام حمله عصبی طیفی از نشانه‌ها را تجربه کنند که بسیار شدید و ترسناک هستند. از جمله شایع‌ترین آن‌ها، دشواری در تنفس و درد قفسه سینه است، که گاهی باعث می‌شود فرد تصور کند دچار سکته قلبی شده و به اورژانس مراجعه کند. از آن‌جا که این دو نشانه در بیماری‌های قلبی نیز دیده می‌شوند، باید احتمال وجود علل تهدیدکنندهٔ زندگی بررسی و رد شود. سکته قلبی زمانی رخ می‌دهد که در شریان‌های قلبی انسدادی ایجاد شود و خون‌رسانی به بافت قلب کاهش یابد و در نتیجه بافت آسیب ببیند یا بمیرد. این موضوع در اورژانس با استفاده از نوار قلب و بررسی سطح هورمون تروپونین (که در هنگام فشار به بافت قلب ترشح می‌شود) ارزیابی می‌گردد.

## علل

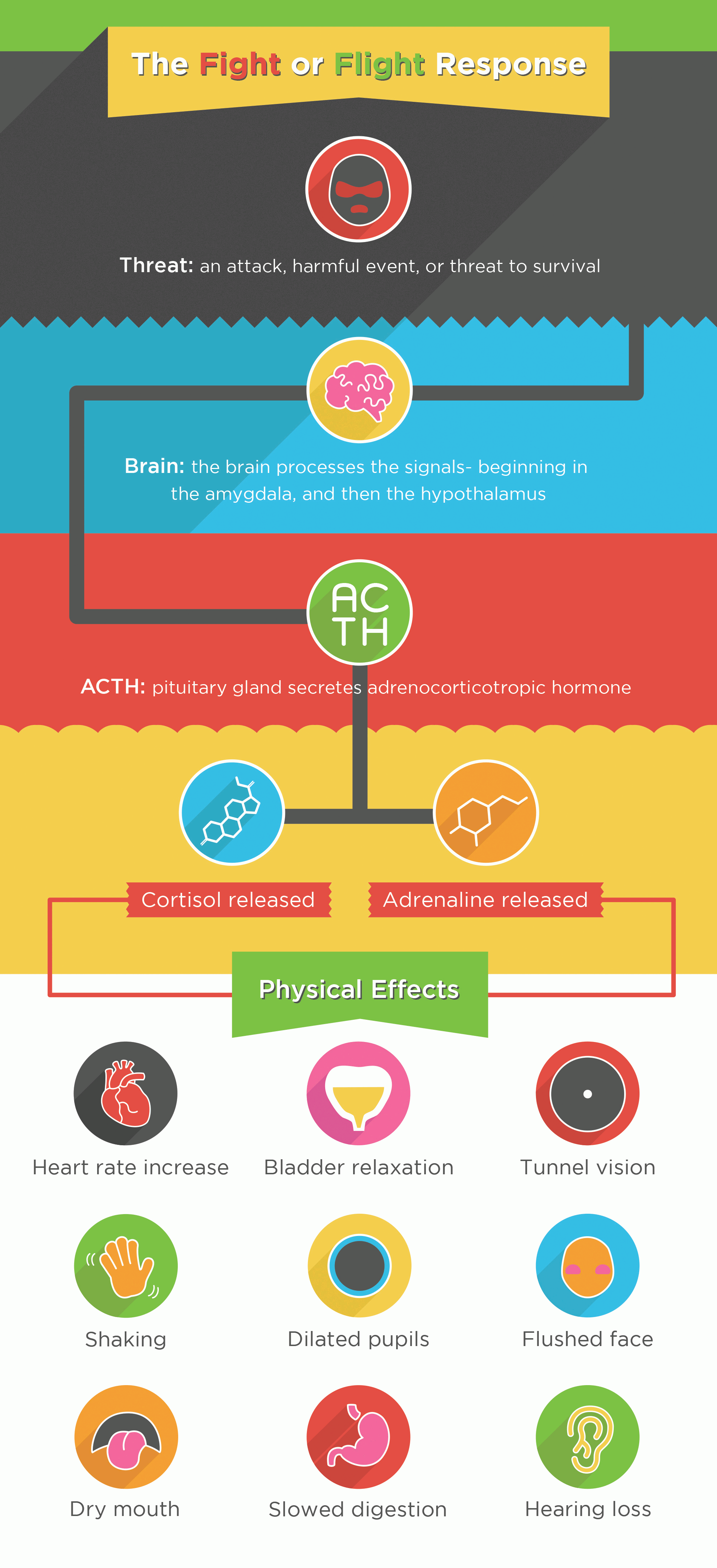
پاسخ جنگ یا گریز که می‌تواند همراه با نشانه‌هایی ظاهر شود که حمله عصبی را برمی‌انگیزند.

حمله‌های عصبی می‌توانند در نتیجهٔ ترکیبی از عوامل پدید آیند. عوامل زیستی ممکن شامل اختلال‌های روان‌پزشکی مانند اختلال اضطراب پس از سانحه (PTSD)، اختلال وسواسی-جبری (OCD)، بیماری‌های قلبی، فشار خون پایین و پرکاری تیروئید هستند. همچنین، عدم تعادل در ناقل عصبی‌هایی که وظیفهٔ هماهنگی پاسخ جنگ یا گریز بدن را دارند، با حمله‌های عصبی مرتبط دانسته شده است.
اختلال ترس معمولاً در اوایل بزرگسالی بروز می‌کند، اگرچه ممکن است در هر سنی رخ دهد. این اختلال در زنان شایع‌تر است و معمولاً در افرادی با بهرهٔ هوشی بالاتر از میانگین بیشتر دیده می‌شود.
پژوهش‌هایی که بر روی دوقلوهای همسان انجام شده‌اند، نشان داده‌اند که اگر یکی از آن‌ها دچار اختلال اضطرابی باشد، دیگری نیز به‌احتمال زیاد مبتلا خواهد بود.

## نشانه‌های تحریک‌کننده
حمله‌های عصبی ممکن است در نتیجهٔ فشارهای روانی کوتاه‌مدت نیز رخ دهند. از دست دادن‌های بزرگ شخصی مانند پایان یک رابطهٔ عاشقانه، دگرگونی‌های مهم زندگی مانند تغییر شغل یا محل زندگی، و دیگر تغییرات اساسی می‌توانند آغازگر حمله عصبی باشند. افرادی که ذاتاً مضطرب‌اند، به اطمینان‌خاطر مداوم نیاز دارند، بیش از حد دربارهٔ سلامتی خود نگران‌اند، جهان را بسیار محتاطانه می‌نگرند، و استرس انباشته دارند، بیشتر در معرض ابتلا به حمله عصبی قرار دارند. در نوجوانان، گذارهای اجتماعی مانند تغییر مدرسه یا کلاس‌ها نیز می‌تواند از عوامل مؤثر باشد.
افراد اغلب در مواجهه مستقیم با ترس‌های خاص یا هراس دچار حمله عصبی می‌شوند. اگر کسی در گذشته در موقعیتی مشابه واکنشی عصبی نشان داده باشد، ذهن ممکن است همان موقعیت را با وحشت پیوند دهد.
برخی مواد نیز می‌توانند حمله عصبی ایجاد کنند. برای نمونه، قطع ناگهانی مصرف یک دارو یا کاهش دُز آن بدون کاهش تدریجی می‌تواند موجب حمله عصبی شود. مواد شناخته‌شده‌ای که با حمله‌های عصبی مرتبط هستند شامل ماری‌جوآنا و نیکوتین می‌شوند.

### اختلال ترس
حمله عصبی یک رویداد جداگانه از ترس یا ناراحتی شدید است که ظرف چند دقیقه به اوج می‌رسد. افرادی که حمله‌های مکرر و ماندگار را تجربه می‌کنند یا دربارهٔ رخ دادن حمله‌ای دیگر اضطراب شدید دارند، به عنوان مبتلایان به اختلال ترس شناخته می‌شوند. این اختلال به‌شکلی چشمگیر با دیگر اختلال‌های اضطرابی متفاوت است، چراکه حمله‌ها معمولاً ناگهانی و بدون محرک قبلی رخ می‌دهند. با این حال، حمله‌هایی که مبتلایان به اختلال ترس تجربه می‌کنند ممکن است با حضور در مکان‌ها یا موقعیت‌های خاص تشدید شوند و زندگی روزمره را دشوار کنند.
اگر فردی حمله‌های عصبی مکرر و غیرمنتظره را تجربه کند، این ممکن است نشانه‌ای از اختلال ترس باشد. بر اساس معیارهای دی‌اس‌ام-۵، اختلال ترس زمانی تشخیص داده می‌شود که فرد نه‌تنها دچار حمله‌های عصبی عودکننده شود، بلکه دست‌کم به مدت یک ماه دچار اضطراب یا نگرانی دربارهٔ وقوع حمله‌ای دیگر نیز باشد. این نگرانی ممکن است فرد را به تغییر رفتار و پرهیز از موقعیت‌هایی که حمله در آن‌ها رخ داده، وادارد. در صورتی که فرد دچار اختلال دیگری باشد که منشأ حملات عصبی است (برای مثال اختلال اضطراب اجتماعی)، تشخیص اختلال ترس ممکن نیست.
افراد مبتلا به اختلال ترس ممکن است با افسردگی و کاهش کیفیت زندگی نیز مواجه شوند. آن‌ها در مقایسه با جمعیت عمومی بیشتر در معرض سوءمصرف مواد و اعتیاد قرار دارند.

### هراس از مکان‌های باز
اختلال ترس اغلب همراه با بَرزن‌هراسی (ترس از مکان‌های باز یا غیرقابل فرار) دیده می‌شود. این نوع اختلال اضطرابی دربردارندهٔ ترس از موقعیت‌هایی است که فرد نتواند از آن‌ها خارج شود، به‌ویژه اگر در آن موقعیت حملهٔ عصبی رخ دهد. کسانی که در برخی موقعیت‌ها حمله داشته‌اند ممکن است نسبت به آن موقعیت‌ها هراس پیدا کنند و شروع به پرهیز از آن‌ها کنند. در نهایت، الگوی اجتناب و اضطراب ناشی از ترس از حمله به‌حدی می‌رسد که فرد دیگر نمی‌تواند رانندگی کند یا حتی از خانه خارج شود و ترجیح می‌دهد در مکان آشنا و امن بماند. در این مرحله، گفته می‌شود فرد دچار اختلال ترس همراه با برزن‌هراسی است.
در ژاپن، افرادی که به‌شدت دچار بزرن‌هراسی هستند و حاضر یا قادر به ترک خانه نیستند، با واژهٔ هیکی‌کوموری شناخته می‌شوند. این واژه هم برای توصیف فرد و هم پدیده به کار می‌رود. وزارت بهداشت، کار و رفاه ژاپن نخستین‌بار این اصطلاح را تعریف کرد و یک گروه پژوهشی ملی آن را چنین مشخص کرد: «حالتی از دوری‌گزینی اجتماعی (مثلاً از آموزش، اشتغال یا دوستی‌ها) که در آن فرد به‌طور پایدار، و دست‌کم به‌مدت شش ماه، در خانه‌اش کناره‌گیری می‌کند.»

## فیزیولوژی آسیب‌شناختی

بادامک– سامانهٔ پاسخ به ترس در مغز ما که گمان می‌رود در منشأ حمله‌های عصبی نقش دارد

زمانی که حملهٔ عصبی رخ می‌دهد، فرد به‌طور ناگهانی دچار ترس و اضطراب می‌شود، در حالی که تهدید واقعی‌ای در محیط وجود ندارد (برای نمونه، ذهن فرد باور دارد که چیزی سلامت او را تهدید می‌کند، در حالی که در واقع خطر جانی‌ای وجود ندارد). این واکنش مبتنی بر ترس، منجر به ترشح هورمونی به نام آدرنالین (یا اپی‌نفرین) می‌شود که آغازگر پاسخ جنگ یا گریز است. وضعیت عصبی انسان شامل دو بخش است: دستگاه عصبی سمپاتیک که مسئول پاسخ فعال جنگ یا گریز است، و سامانهٔ عصبی پاراسمپاتیک که مسئول پاسخ استراحت و گوارش (پاسخ غیرفعال) است. دستگاه عصبی سمپاتیک بدن ما را برای فعالیت شدید جسمی آماده می‌کند (یعنی جنگ یا گریز) و بر عملکردهای مختلف بدن مانند افزایش ضربان قلب، افزایش تنفس، تعریق و سایر واکنش‌ها اثر می‌گذارد و این فرایندها باعث بروز نشانه‌های جسمانی حملهٔ عصبی می‌شوند.
سازوکار دقیق حملهٔ عصبی هنوز به‌طور کامل روشن نیست و چندین نظریه مختلف برای توضیح اینکه چرا برخی افراد دچار این حمله‌ها می‌شوند ولی برخی دیگر نه، مطرح شده‌اند. نظریه‌های کنونی شامل الگوی شبکهٔ ترس، نظریهٔ اختلال اسید-باز در مغز، و فعالیت نامنظم بادامک یا آمیگدال (بخشی از مغز که مسئول کنترل احساساتی چون ترس و تشخیص تهدیدها است) هستند.

### الگوی شبکهٔ ترس
این الگو فرض می‌کند که بخش‌هایی از مغز که مسئول کنترل پاسخ به ترس هستند – به‌ویژه ناحیه‌ای که بادامک در آن واقع شده (دستگاه لیمبیک) – نمی‌توانند به‌درستی ترس را تنظیم کنند و در نتیجه حمله‌های عصبی پدید می‌آیند. گمان می‌رود که اختلال در این ناحیه می‌تواند ناشی از تجربیات استرس‌زای دوران کودکی و همچنین عوامل ژنتیکی باشد. به‌طور خلاصه، این نظریه بیان می‌کند که شبکهٔ مغزی ما که مسئول پاسخ‌دهی و سپس مهار ترس است، به‌درستی عمل نمی‌کند و این ناتوانی در مهار ترس در غیاب تهدید بیرونی، منجر به بروز حملهٔ عصبی می‌شود.

### نظریهٔ اختلال اسید-باز
این نظریه بر این اساس استوار است که بخشی از بادامک توانایی تشخیص کاهش پ‌هاش (افزایش اسیدی بودن) در مغز را دارد. این بخش از بادامک «کانال یونی حساس به اسید» نام دارد. از آن‌جا که حمله‌های عصبی معمولاً بدون عامل بیرونی مشخصی رخ می‌دهند، پژوهش‌ها نشان داده‌اند که این حملات ممکن است ناشی از محرک‌های درونی باشند. یکی از این محرک‌های درونی، حس کردن اسیدوز توسط بادامک است که می‌تواند با تنفس دی‌اکسید کربن ایجاد شود. در واقع، مطالعه‌ای نشان داده که افراد با سابقهٔ حمله‌های عصبی، چند دقیقه پیش از وقوع حمله دچار اختلال در سطح pH خود شده‌اند.
نظریه‌ای دیگر، به نام «زنگ هشدار خفگی کاذب»، با ایدهٔ اختلال اسید-باز در بادامک مرتبط است. در این نظریه، تنفس دی‌اکسید کربن منجر به تجمع اسید در خون و دشواری در تنفس می‌شود که باعث می‌گردد مغز تصور کند فرد در حال خفگی است و در نتیجه ترس و وحشت آغاز می‌شود. پژوهش‌ها نشان داده‌اند که استنشاق دی‌اکسید کربن می‌تواند حتی در افرادی که پیشینهٔ حملهٔ عصبی ندارند، احساس ترس ایجاد کند. این یافته‌ها سبب شده‌اند که دانشمندان احتمال دهند حمله‌های عصبی ممکن است در نتیجهٔ ناتوانی مغز در خاموش کردن زنگ‌های هشدار باشند که باعث می‌شوند احساس کنیم در حال خفگی هستیم.

### نظریهٔ اختلال در عملکرد بادامک
بادامک مغز انسان از بخش‌های گوناگونی تشکیل شده است که هر یک نقشی در پاسخ به ترس دارند. این نظریه پیشنهاد می‌دهد که مشکلات در این نواحی یا در ارتباط میان آن‌ها می‌تواند منجر به بروز پاسخ‌های شدیدتر از حد معمول به ترس، مانند حمله‌های عصبی شود. مطالعات نشان داده‌اند که در انسان‌ها و حیواناتی که سابقهٔ حمله عصبی دارند، بادامک نسبت به حالت عادی پرکارتر و حجم آن کمتر است. یکی دیگر از نقش‌های ممکن بادامک مغز در حمله‌های عصبی، کاهش مهار فعالیت آن است (یعنی بادامک مانند شرایط عادی خاموش نمی‌شود)، و این منجر به افزایش سطح اضطراب می‌شود. همچنین ارتباطی میان تجربیات آسیب‌زای دوران کودکی و ناهنجاری‌های ژنتیکی در افرادی که آمیگدالای آن‌ها عملکردی نادرست دارد، شناسایی شده است.
بسیاری از ناقل‌های عصبی تحت تأثیر افزایش استرس و اضطرابی قرار می‌گیرند که با حملهٔ عصبی همراه است. برخی از این ناقل‌های عصبی شامل سروتونین، گاما آمینوبوتیریک اسید (GABA)، دوپامین، نوراپی‌نفرین و گلوتامیک اسید هستند.
افزایش سروتونین در مسیرهای خاصی از مغز با کاهش اضطراب مرتبط است. شواهد بیشتری که نقش سروتونین را در اضطراب نشان می‌دهند این است که افرادی که از مهارکننده انتخابی بازجذب سروتونین (SSRIs) استفاده می‌کنند، کاهش اضطراب را تجربه می‌کنند زیرا سروتونین بیشتری برای استفاده در مغز در دسترس است.
GABA، اصلی‌ترین ناقل عصبی مهاری در دستگاه عصبی مرکزی (CNS) است. این ناقل عصبی با مهار یا مسدود کردن سیگنال‌های عصبی عمل می‌کند، که در کاهش اضطراب بسیار مفید است. در واقع، داروهایی که فعالیت GABA را در مغز افزایش می‌دهند، مانند بنزودیازپین‌ها و باربیتورات‌ها، به کاهش اضطراب تقریباً بلافاصله کمک می‌کنند.
نقش دوپامین در اضطراب به‌خوبی درک نشده است. برخی داروهای ضدروان‌پریشی که تولید دوپامین را مسدود می‌کنند، در درمان اضطراب مؤثر بوده‌اند. با این حال، این ممکن است به تمایل دوپامین به افزایش احساس خودکارآمدی و اعتمادبه‌نفس نسبت داده شود، که به‌طور غیرمستقیم اضطراب را کاهش می‌دهد. از سوی دیگر، داروهای دیگری که سطح دوپامین را افزایش می‌دهند نیز در بهبود اضطراب مؤثر بوده‌اند.
بسیاری از علائم فیزیکی اضطراب، مانند ضربان قلب سریع و لرزش دست‌ها، توسط نوراپی‌نفرین تنظیم می‌شوند. داروهایی که اثر نوراپی‌نفرین را خنثی می‌کنند ممکن است در کاهش علائم فیزیکی حملهٔ عصبی مؤثر باشند. از سوی دیگر، برخی داروهایی که سطح کلی نوراپی‌نفرین را افزایش می‌دهند، مانند ضدافسردگی‌های سه‌حلقه‌ای و مهارکننده بازجذب سروتونین–نوراپی‌نفرین (SNRIs)، می‌توانند در درمان حملات عصبی در بلندمدت مؤثر باشند، زیرا افزایش‌های ناگهانی نوراپی‌نفرین را که در طول حملهٔ عصبی رخ می‌دهد، کاهش می‌دهند.
از آنجا که گلوتامات اصلی‌ترین ناقل عصبی تحریکی در دستگاه عصبی مرکزی است، تقریباً در هر مسیر عصبی در بدن یافت می‌شود. گلوتامات احتمالاً در شرطی‌سازی، که فرآیندی است که در آن ترس‌های خاصی شکل می‌گیرند، و خاموش‌سازی، که حذف آن ترس‌ها است، نقش دارد.

### سازوکار قلبی
افرادی که به اختلال عصبی تشخیص داده شده‌اند، تقریباً دو برابر بیشتر در معرض خطر بیماری‌های قلبی هستند. حملات عصبی می‌توانند با تأثیر بر جریان خون در سرخرگ‌های قلب باعث درد قفسه سینه شوند. در طول حملهٔ عصبی، پاسخ استرسی بدن فعال می‌شود که می‌تواند باعث تنگ شدن رگ‌های کوچک قلب شود و منجر به درد قفسه سینه گردد. دستگاه عصبی بدن و تنفس سریع در طول حملهٔ عصبی می‌توانند باعث اسپاسم سرخرگ‌های قلب (که به آن وازواسپاسم نیز گفته می‌شود) شوند. این می‌تواند جریان خون به قلب را کاهش داده و باعث آسیب به بافت قلب و درد قفسه سینه شود، حتی اگر اسکن‌های قلب طبیعی باشند.
در افرادی با سابقهٔ بیماری سرخرگ کرونری، حملات عصبی و استرس می‌توانند درد قفسه سینه را با افزایش نیاز قلب به اکسیژن بدتر کنند. این اتفاق می‌افتد زیرا افزایش ضربان قلب، فشار خون و پاسخ‌های استرسی (یعنی دستگاه عصبی سمپاتیک) فشار بیشتری بر قلب وارد می‌کند.

## تشخیص
بر اساس دی‌اس‌ام-۵، حملهٔ عصبی بخشی از طبقه‌بندی تشخیصی اختلال اضطرابیها است. معیارهای DSM-5 برای حملهٔ عصبی به‌صورت «افزایش ناگهانی ترس شدید یا ناراحتی شدید که در عرض چند دقیقه به اوج می‌رسد و در این مدت چهار یا بیشتر از علائم زیر رخ می‌دهد» تعریف شده است:
- تپش قلب، یا افزایش ضربان قلب
- تعریق
- لرزش یا تکان خوردن
- احساس تنگی نفس یا خفگی
- احساس خفگی
- درد یا ناراحتی در قفسه سینه
- تهوع یا ناراحتی شکمی
- احساس سرگیجه، ناپایداری، سبکی سر یا غش
- دریازدگی (احساس غیرواقعی بودن) یا جداشدگی از خود
- ترس از دست دادن کنترل یا دیوانه شدن
- احساس وقوع فاجعه قریب‌الوقوع
- پارستزی (احساس بی‌حسی یا سوزن‌سوزن شدن)
- لرز یا احساس گرما

در حالی که برخی بیماران به دلیل علائم فیزیکی به بخش اورژانس مراجعه می‌کنند، هیچ آزمایش آزمایشگاهی یا تصویربرداری برای تشخیص حملات عصبی وجود ندارد؛ این یک تشخیص کاملاً بالینی است (یعنی پزشک با استفاده از تجربه و تخصص خود حملات عصبی را تشخیص می‌دهد) پس از اینکه سایر بیماری‌های تهدیدکنندهٔ زندگی رد شدند. به دلیل علائم فیزیکی که با حملهٔ عصبی همراه است، افراد تمایل دارند برای ارزیابی بیشتر به بخش اورژانس مراجعه کنند؛ با این حال، کسانی که حملات عصبی را تجربه می‌کنند که بر سلامت و رفاه آن‌ها تأثیر می‌گذارد، باید توسط یک متخصص سلامت روان، مانند درمانگر یا روان‌پزشک، مورد بررسی قرار گیرند. ابزارهای غربالگری، مانند غربالگر اختلال عصبی (PADIS)، می‌توانند برای شناسایی موارد احتمالی اختلال عصبی استفاده شوند و نیاز به ارزیابی تشخیصی رسمی با روان‌پزشک برای ارزیابی بیشتر را پیشنهاد دهند.

## درمان
اختلال عصبی معمولاً با انواع مداخلات، از جمله درمان‌های روان‌شناختی و درمان دارویی با دارو، به‌طور مؤثری مدیریت می‌شود. تمرکز بر مدیریت اختلال عصبی شامل کاهش فراوانی و شدت حملات عصبی، کاهش اضطراب پیش‌بینی‌کننده و هراس از مکان‌های باز، و دستیابی به بهبودی کامل است.
بیشتر حملات عصبی بدون مداخله در عرض ۲۰ تا ۳۰ دقیقه به‌طور خودبه‌خود برطرف می‌شوند. با این حال، بنزودیازپینها، به‌ویژه آلپرازولام و کلونازپام، به‌طور مکرر برای اختلال عصبی تجویز می‌شوند به دلیل شروع سریع اثر و تحمل‌پذیری خوب آن‌ها و بنابراین می‌توانند به‌عنوان راهی برای پایان دادن به یک حملهٔ جاری و در حال وقوع استفاده شوند. علاوه بر این، تکنیک‌های تنفس عمیق و آرام‌سازی می‌توانند استفاده شوند و در حالی که فرد در حال تجربهٔ حملهٔ عصبی است یا بلافاصله پس از آن، به‌عنوان راهی برای آرام‌سازی خود مفید واقع شوند. برخی از علل نگهدارنده شامل اجتناب از موقعیت‌ها یا محیط‌های تحریک‌کنندهٔ عصبی، تفکر مضطرب یا منفی ارتباط درون‌فردی ("چه می‌شود اگر" فکر کردن)، باورهای اشتباه (مثلاً فکر کردن به اینکه علائم فرد مضر یا خطرناک هستند)، و احساسات سرکوب‌شده هستند.
رفتاردرمانی شناختی (CBT) بیشترین اثربخشی کامل و با دوام‌ترین تأثیر را دارد و پس از آن، مهارکننده انتخابی بازجذب سروتونین (SSRIs) در رتبهٔ بعدی قرار می‌گیرند. یک مرور در سال ۲۰۰۹ نشان داد که هم درمان و هم دارودرمانی تأثیرات مثبتی دارند، اما زمانی که این دو با هم ترکیب می‌شوند، نتایج بسیار بهتری حاصل می‌شود. گرچه داروهای امروزی می‌توانند در کوتاه‌مدت به بهبود کیفیت زندگی بیماران کمک کنند، اما درمان دارویی بلندمدت برای اختلال وحشت‌زدگی همچنان در دست توسعه است. با این حال، یک روش که در درمان بلندمدت مؤثرترین شناخته شده، ترکیب سبک‌های مختلف درمانی است. این سبک‌های مختلف شامل مصرف داروهای ضدافسردگی و درمان CBT هستند.

### تغییرات سبک زندگی
پژوهش‌های در حال رشد نشان می‌دهند که در کنار درمان‌های پزشکی استاندارد، تغییرات سبک زندگی می‌تواند به کاهش برخی از شایع‌ترین اختلالات سلامت روان کمک کند. بر همین اساس، تأکید فزاینده‌ای بر پتانسیل مداخلات سبک زندگی و روش‌های غیر دارویی برای درمان اضطراب شکل گرفته است. این مداخلات سبک زندگی شامل، ولی محدود به، تمرکز بر فعالیت بدنی، پرهیز از مواد محرک، و تکنیک‌های آرام‌سازی است.
ورزش، به‌ویژه تمرینات هوازی، به‌عنوان روشی جایگزین برای کاهش نشانه‌های اضطراب و وحشت مطرح شده‌اند. سایر روش‌های آرام‌تر مانند یوگا و تای‌چی نیز تأثیرات مشابهی در بهبود اضطراب نشان داده‌اند و می‌توان از آن‌ها به‌عنوان درمان کمکی بهره برد. مطالعات متعددی نشان داده‌اند که بین ورزش و کاهش نشانه‌های اضطراب رابطه معکوس وجود دارد؛ یعنی با افزایش فعالیت بدنی، میزان اضطراب کاهش می‌یابد. شواهدی وجود دارد که این اثر ناشی از آزادسازی اندورفین در اثر ورزش و کاهش هورمون استرس، یعنی کورتیزول است. نکته‌ای که باید به آن توجه داشت این است که ورزش اغلب با افزایش نرخ تنفس همراه است. این موضوع می‌تواند به بیش‌تنفسی و سندرم هایپرونتیلیشن HVS منجر شود که نشانه‌هایی شبیه به حمله قلبی دارد و ممکن است حمله وحشت را تحریک کند، بنابراین مهم است که برنامهٔ ورزشی با آهنگ مناسب اجرا شود.
پرهیز از مواد محرک می‌تواند در کاهش نشانه‌های اضطراب و وحشت مؤثر باشد، چرا که بسیاری از این مواد می‌توانند نشانه‌های اختلال وحشت را ایجاد، تشدید یا تقلید کنند. به‌عنوان مثال، کافئین به‌عنوان عاملی شناخته می‌شود که می‌تواند اضطراب و وحشت ایجاد کند، به‌ویژه در افرادی که به حمله وحشت حساس‌ترند. همچنین اضطراب و وحشت می‌توانند به‌طور موقت در جریان محرومیت از دارو مانند کافئین یا سایر مواد، افزایش یابند.
مراقبه نیز ممکن است در درمان اختلال وحشت مفید باشد. تکنیک‌های آرام‌سازی عضلات نیز برای برخی افراد مفید واقع می‌شوند. این تکنیک‌ها را می‌توان با استفاده از فایل‌های صوتی، ویدئوها یا کتاب‌ها فرا گرفت. گرچه در مطالعات کنترل‌شده، آرام‌سازی عضلانی اثربخشی کمتری نسبت به رفتاردرمانی شناختی نشان داده، بسیاری از افراد از این روش، حداقل به‌طور موقت احساس آرامش می‌کنند.

### تمرین‌های تنفسی
بی‌نظمی در تنفس، از جمله سندرم هایپرونتیلیشن HVS و تنگی نفس، از ویژگی‌های کلیدی اضطراب و حملات وحشت هستند. سندرم هایپرونتیلیشن HVS زمانی رخ می‌دهد که فرد دچار تنفس عمیق و سریع می‌شود که در نهایت بر جریان خون به مغز تأثیر گذاشته و سطح هوشیاری را تغییر می‌دهد.
نشان داده شده که تکنیک‌های مختلف تنفس‌درمانی می‌توانند نشانه‌های بیماران مبتلا به اختلالات اضطرابی را کاهش دهند. با مدیریت و تمرکز بر تنفس، افراد دچار اضطراب، تنش و استرس عضلانی کمتری تجربه می‌کنند و واکنش استرسی نیز کاهش می‌یابد. تمرین‌های بازآموزی تنفس به تعادل دوبارهٔ سطوح اکسیژن و CO2 در خون کمک می‌کند و موجب بهبود جریان خون مغزی می‌شود. کاپنوگرافی، که سطح CO2 بازدمی را نشان می‌دهد، ممکن است به هدایت تنفس کمک کند.
دیوید برنز تمرینات تنفسی را برای افرادی که دچار اضطراب هستند توصیه می‌کند. یکی از این تمرینات، شمارش ۵-۲-۵ است: با استفاده از شکم (یا دیافراگم) — و نه قفسه سینه — به مدت ۵ ثانیه دم بکشید (احساس کنید شکم به بیرون می‌آید، برخلاف انبساط قفسه سینه). در نقطهٔ اوج دم، نفس را به مدت ۲ ثانیه نگه دارید. سپس به آرامی به مدت ۵ ثانیه بازدم کنید. این چرخه را دو بار تکرار کنید و سپس به مدت ۵ چرخه به‌طور «عادی» نفس بکشید (۱ چرخه = ۱ دم + ۱ بازدم). هدف این است که بر تنفس تمرکز کرده و ضربان قلب را آرام کنید.
اگرچه تنفس درون یک کیسهٔ کاغذی زمانی به‌عنوان توصیه‌ای رایج برای درمان کوتاه‌مدت علائم حملهٔ عصبی حاد مطرح بود، اما این روش به‌دلیل خطرات احتمالی، مانند کاهش سطح اکسیژن و ایجاد هیپوکسی، مورد انتقاد قرار گرفته و به‌عنوان جایگزینی برای تنفس کنترل‌شده توصیه نمی‌شود. برخی منابع پزشکی هشدار می‌دهند که استفاده از این روش می‌تواند برای افرادی که دچار مشکلات قلبی یا ریوی هستند خطرناک باشد.

### درمان
طبق گفتهٔ انجمن روان‌شناسی آمریکا، «بیشتر متخصصان توافق دارند که ترکیبی از درمان‌های شناختی و رفتاری بهترین روش درمان برای اختلال عصبی است. دارو نیز در برخی موارد ممکن است مناسب باشد». بخش اول درمان عمدتاً اطلاعاتی است؛ بسیاری از افراد با درک دقیق اینکه اختلال عصبی چیست و چگونه بسیاری دیگر آن را تجربه می‌کنند، به‌طور قابل‌توجهی کمک می‌گیرند. بسیاری از افراد مبتلا به اختلال عصبی نگران هستند که حملات عصبی آن‌ها به معنای «دیوانه شدن» است یا اینکه ممکن است حملهٔ قلبی ایجاد کند. بازسازی شناختی به افراد کمک می‌کند تا این افکار را با دیدگاه‌های واقع‌بینانه‌تر و مثبت‌تری نسبت به حملات جایگزین کنند. رفتار اجتنابی، مانند آنچه در بیماران مبتلا به آگورافوبیا مشاهده می‌شود، یکی از جنبه‌های کلیدی است که مانع از عملکرد سالم افراد با حملات عصبی مکرر می‌شود. درمان مواجهه‌ای، که شامل مواجههٔ مکرر و طولانی‌مدت با موقعیت‌ها و احساسات بدنی ترسناک است، به کاهش پاسخ‌های اضطرابی به محرک‌های داخلی و خارجی که موجب عصبی می‌شوند، کمک می‌کند.
در رویکردهای روان‌تحلیلی عمیق‌تر، به‌ویژه نظریهٔ رابطهٔ اشیاء، حملات عصبی اغلب با دوپاره‌سازی، مواضع پارانویید-اسکیزوئید و افسرده و اضطراب پارانویید مرتبط هستند. این حملات اغلب با اختلال شخصیت مرزی و سوءاستفادهٔ جنسی از کودکان هم‌زمانی دارند.
یک فراتحلیل از هم‌زمانی اختلالات عصبی و آگورافوبیا که از درمان مواجهه‌ای برای درمان صدها بیمار در طول زمان استفاده کرده بود، نشان داد که ۳۲٪ از بیماران پس از درمان دچار حملهٔ عصبی شدند. آن‌ها نتیجه‌گیری کردند که استفاده از درمان مواجهه‌ای برای بیمارانی که با اختلال عصبی و آگورافوبیا زندگی می‌کنند، اثربخشی پایدار دارد.

### دارو
گزینه‌های دارویی برای حملات عصبی معمولاً شامل بنزودیازپین‌ها و داروهای ضدافسردگی هستند. بنزودیازپین‌ها به‌دلیل عوارض جانبی احتمالی مانند وابستگی به بنزودیازپین‌ها، خستگی، گفتار نامفهوم و از دست دادن حافظه کمتر تجویز می‌شوند. درمان‌های ضدافسردگی برای حملات عصبی شامل مهارکننده انتخابی بازجذب سروتونین (SSRIs)، مهارکننده‌های بازجذب سروتونین-نوراپی‌نفرین (SNRIs)، ضدافسردگی‌های سه‌حلقه‌ای (TCAs) و بازدارنده منوآمین اکسیداز (MAOIs) هستند.